# Yaqeen Hammad
Yaqeen Hammad (Deir al-Balah, 2013 – Deir al-Balah, 23 de mayo de 2025) fue una activista y personalidad de Internet palestina conocida por su compromiso humanitario y mediático durante la guerra de Gaza. Murió a los once años en un ataque aéreo israelí contra la casa de su familia en Deir al-Balah. Los medios de comunicación la han descrito como «la influencer más joven de Gaza» y «un faro de humanidad para Gaza».

## Biografía
Nacida en 2013, Yaqeen era la menor de cinco hermanos. Era hermana del también activista Mohamed Hammad, apodado «el asesor». Nació y creció en Deir el-Balah, una ciudad sometida a repetidos bombardeos desde que comenzó la guerra en octubre de 2023.
Durante la guerra de Gaza, Yaqeen y su hermano mayor, Mohamed, distribuyeron comida, juguetes y ropa a familias desplazadas. Desempeñó un papel activo en el colectivo Ouena, una organización sin ánimo de lucro con sede en Gaza dedicada a distribuir ayuda humanitaria. Dondequiera que iba, Yaqeen buscaba consolar a los niños y alegrarlos. Hani Abu Rezeq, periodista y compañero de Yaqeen en el colectivo, describe su compromiso como «realmente magnífico... Tenía un espíritu de iniciativa y siempre era la primera en hacer el bien. Le encantaba ayudar a los demás y alegrar a los niños en los campos de desplazados. Tenía un don especial, infundiendo esperanza y optimismo a pesar de las difíciles circunstancias».
De acuerdo con una entrevista que Hani Abu Rezeq concedió al periódico británico The Guardian. «Sus videos en redes sociales generaron una gran respuesta por su sinceridad y conmovedores. Transmitieron la realidad de los niños palestinos en Gaza, que sufren todo tipo de violaciones israelíes en este genocidio que llevamos viviendo casi dos años». El 29 de abril de 2025, Yaqeen dio a sus seguidores consejos para cocinar con métodos improvisados ante la falta de gas: «¿Cortaron el gas? Nosotros hicimos gas. Pusimos leña aquí y una estufa para que entre el aire y el fuego se mantenga encendido. Cocinamos todo ahí. En Gaza, nada es imposible».
El 15 de mayo, en una publicación de Instagram, les dijo a sus 103.000 seguidores: «A pesar de la guerra y el genocidio, hoy vinimos a alegrar a los niños». Debajo del video escribió: «¿Hay algo más hermoso que las sonrisas de los niños de Gaza?».
En una de sus últimas publicaciones, escribió: «Hoy es un día de alegría para los huérfanos de Gaza: les regalamos ropa nueva para darles un poco de felicidad».

### Muerte
En la tarde del 23 de mayo de 2025, Yaqeen Hammad murió en un ataque aéreo israelí contra la casa de su familia en la calle Al-Haya, en el barrio Al-Baraka, al suroeste de Deir al-Balah. Su cuerpo, destrozado por el bombardeo, fue encontrado bajo los escombros.

## Homenajes
El 23 de mayo de 2025, el fotoperiodista palestino Amr Tabash compartió una recopilación de videos de Yaqeen Hammad en Instagram, junto con el siguiente mensaje: «Yaqeen fue martirizada, pero la certeza permanece en nuestros corazones de que los niños de Gaza son el corazón palpitante de la humanidad y un reflejo del silencio global». Mohamad al-Kadri, voluntario de la organización Médicos Musulmanes por la Humanidad, dijo: «Era una niña que llevaba en su corazón el amor por la bondad, un espíritu de iniciativa, y dedicó su energía juvenil a sembrar esperanza en los corazones de quienes la rodeaban».
El corresponsal de Al Jazeera, Wael Al-Dahdouh, compartió la noticia de su muerte y afirmó que «nadie es inmune». Hani Abu Rizq, periodista y colega de Hammad, comentó: «Tenía un espíritu emprendedor y siempre era la primera en hacer el bien. Le encantaba ayudar a los demás y alegrar a los niños de los campos de desplazados. Tenía un don especial, infundiendo esperanza y optimismo entre la gente a pesar de las difíciles circunstancias». El fotoperiodista palestino Amr Tabash escribió: «Yaqeen fue martirizada, pero en nuestros corazones permanece la certeza de que los niños de Gaza son el latido de la humanidad y un reflejo del silencio global».